# Aeropuerto Internacional Joaquín Balaguer
El Aeropuerto Internacional Dr. Joaquín Balaguer también conocido como "Aeropuerto Internacional La Isabela" o "Aeropuerto del Higüero" es un aeropuerto secundario de la ciudad de Santo Domingo, República Dominicana. El aeropuerto es mayormente usado para vuelos regionales en el área del Caribe, aeronaves privadas y deportivas, así como escuelas de pilotos, clubes aéreos y FBO. Es la base y hub de la aerolínea regional dominicana Air Century.

## Historia
El aeropuerto surge bajo la idea de trasladar el antiguo Aeropuerto de Herrera localizado en la ciudad de Santo Domingo, exponiendo al peligro a transeúntes y residentes, además era bastante pequeño para las operaciones que ya se movilizaban en él, por lo que el gobierno decidió que el aeropuerto construido cerca de la década del 60 era hora de trasladarlo. En 1998 la presidencia autoriza su construcción e inmediatamente se inicia plasmada de momentos críticos, tales como falta de entendimiento entre el gobierno dominicano, los empresarios apostados en el entonces aeropuerto y la operadora Aerodom quien se encargaría de administrar el nuevo aeropuerto, produciéndose la paralización de la construcción en varias ocasiones.
Después de 8 años se dio apertura a una amplia y cómoda estación aérea, cumpliendo con las normas internacionales de rigor, duplicando el tamaño del antiguo aeropuerto de Herrera, 23 de febrero de 2006 fue el inicio de la vida de este aeropuerto.

## Ubicación
Se encuentra ubicado en Higüero, una pequeña comunidad en la parte norte del gran Santo Domingo, próximo al poblado de Villa Mella pudiendo llegar en 10 minutos; a 25 minutos aproximadamente del centro de la ciudad, Santo Domingo; se encuentra a 35 minutos del Aeropuerto de Las Américas quien es el principal terminal aéreo de la ciudad y a 50 minutos de la ciudad de San Cristóbal.

## Otros datos
Pista
- Longitud: 1.680 m
- Ancho: 30 m
- Posiciones de rampa: 11
- Terminales: 2

El aeropuerto no posee puentes de embarque, tampoco posee condiciones para los vuelos de carga aérea, por lo que son desviados al Aeropuerto Internacional de Las Américas sin importar el tamaño de la nave, Las instalaciones de todo el aeropuerto son generalmente muy buenas y prácticamente nuevas.
Mueve aproximadamente unas 65 operaciones diarias y su rampa es de 21.600 m² de área, donde se pueden estacionar simultáneamente 4 aviones ATR-72.
Posee también área de hangares, edificio de terminal con 5.425 m² distribuidos en dos niveles con capacidad para operar 360 pasajeros en hora pico, una terminal FBO abierta en diciembre de 2010, estacionamiento para 264 vehículos y 10 autobuses, torre de control, cuartel de bomberos, edificio de servicios donde están ubicadas las oficinas del Instituto Dominicano de Aviación Civil (IDAC), la Dirección General de Aduanas, Dirección General de Migración, Policía Nacional, AMET, POLITUR y dispensario médico y el edificio que aloja al Cuerpo Especializado de Seguridad Aeroportuaria (CESA).
La torre de control de 36 m de altura cuenta con un moderno sistema de seguridad aeronáutica con luces de aproximación y de pista, comunicación VHF, y un sistema eléctrico exclusivo con subestación modular y transferencia, provisto con energía de emergencia exclusiva para la torre de control y las luces de pista.

## Obras Civiles
De momento no tiene ninguna obra de construcción de envergadura.
El aeropuerto tiene la sede social de Air Century y la sede social de Servicios Aéreos Profesionales (SAP Group).

## Destinos
| Ciudades por países       | Nombre del aeropuerto                         | Aerolíneas                    |                           |                           |                           |
| Centroamérica y El Caribe | Centroamérica y El Caribe                     | Centroamérica y El Caribe     | Centroamérica y El Caribe | Centroamérica y El Caribe | Centroamérica y El Caribe |
| ------------------------- | --------------------------------------------- | ----------------------------- | ------------------------- | ------------------------- | ------------------------- |
| Aruba                     |                                               |                               |                           |                           |                           |
| Oranjestad                | Aeropuerto Internacional Reina Beatrix        | Air Century                   |                           |                           |                           |
| Cuba                      |                                               |                               |                           |                           |                           |
| La Habana                 | Aeropuerto Internacional José Martí           | Air Century                   |                           |                           |                           |
| Curazao                   |                                               |                               |                           |                           |                           |
| Curazao                   | Aeropuerto Internacional Hato                 | Air Century                   |                           |                           |                           |
| Haití                     |                                               |                               |                           |                           |                           |
| Puerto Príncipe           | Aeropuerto Internacional Toussaint Louverture | Air Century / Sunrise Airways |                           |                           |                           |
| Jamaica                   |                                               |                               |                           |                           |                           |
| Kingston                  | Aeropuerto Internacional Norman Manley        | Air Century                   |                           |                           |                           |
| San Martín                |                                               |                               |                           |                           |                           |
| Philipsburg               | Aeropuerto Internacional Princesa Juliana     | Air Century                   |                           |                           |                           |
| Puerto Rico               |                                               |                               |                           |                           |                           |
| San Juan                  | Aeropuerto Internacional Luis Muñoz Marín     | Air Century                   |                           |                           |                           |
| Sudamérica                |                                               |                               |                           |                           |                           |
| Colombia                  |                                               |                               |                           |                           |                           |
| Barranquilla              | Aeropuerto Internacional Ernesto Cortissoz    | Air Century                   |                           |                           |                           |
| Cartagena                 | Aeropuerto Internacional Rafael Núñez         | Air Century                   |                           |                           |                           |

Charters
- Helidosa
  - Puerto Plata
  - Punta Cana

- SAP
  - Aruba
  - Barbados
  - Cancún
  - Curacao
  - Dominica
  - Fort de France
  - Miami
  - Montego Bay
  - Nasáu
  - Point a Pitre
  - Providenciales
  - Puerto España
  - Puerto Plata
  - Puerto Príncipe
  - Punta Cana
  - San Juan
  - San Martín
  - Varadero

Vuelos chárter frecuentes son realizados por aerolíneas de vuelos regulares y no regulares locales e internacionales hacia casi todo el Caribe.

## Servicios
El aeropuerto ofrece servicios de restaurante de comida rápida, taxis, información de vuelos, telefonía pública, parqueos entre otros.